# Stekend loogkruid
Stekend loogkruid (Salsola kali, synoniemen: Salsola kali subsp. kali en Kali turgida) is een plant uit de amarantenfamilie (Amaranthaceae).
Het is een eenjarige halofyt die langs het strand en in de buitenste duinen groeit. De plant staat op de Nederlandse Rode lijst van planten als zeldzaam en stabiel of toegenomen. De plant komt van nature voor in Eurazië en heeft zich van daar uit over de hele wereld verspreid. De Engelse naam 'glasswort' heeft de plant te danken aan het feit dat deze vroeger vanwege het hoge kaliumgehalte (ongeveer 6% van de drogestof) gebruikt werd bij de productie van glas. Daarnaast bevat de plant tot 5% oxaalzuur.
De sterk vertakte struikachtige plant wordt 10-50 cm hoog en heeft korte bladeren, die stekend, hard en ruw zijn dit in tegenstelling tot zacht loogkruid (Salsola tragus), waarvan de bladeren ook nog lang zijn. De stengels zijn op oudere leeftijd rood gekleurd.
Stekend longkruid bloeit van juli tot september met in de bladoksels zittende, groenachtige, 5-9 mm grote bloemen. De bloemdekbladen omgeven de vrucht en staan in de vruchttijd stijf rechtop en hebben een brede dwarse ondoorschijnende vleugel, die aan de top een stekelige punt heeft.
Het zaad bevat zeer weinig reservevoedsel en bestaat voor het grootste gedeelte uit het opgerolde kiemplantje omgeven door een dunne, doorzichtige zaadhuid.

## Gebruik
De zeer dure zaden worden in sushi en in andere gerechten gebruikt vanwege de speciale zoute smaak.

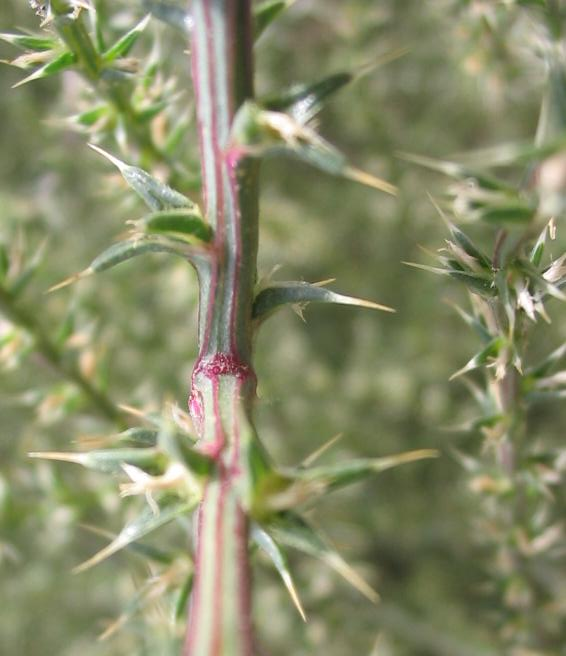
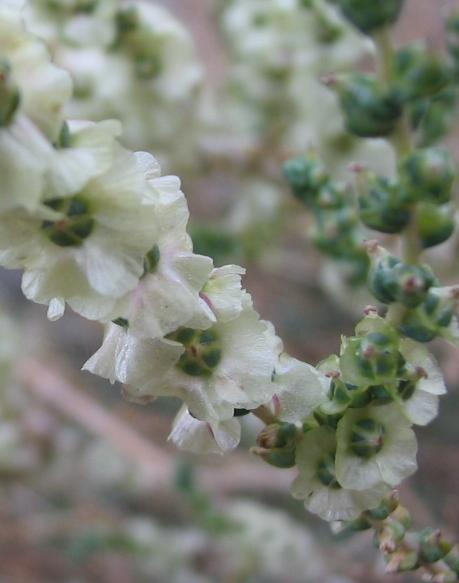
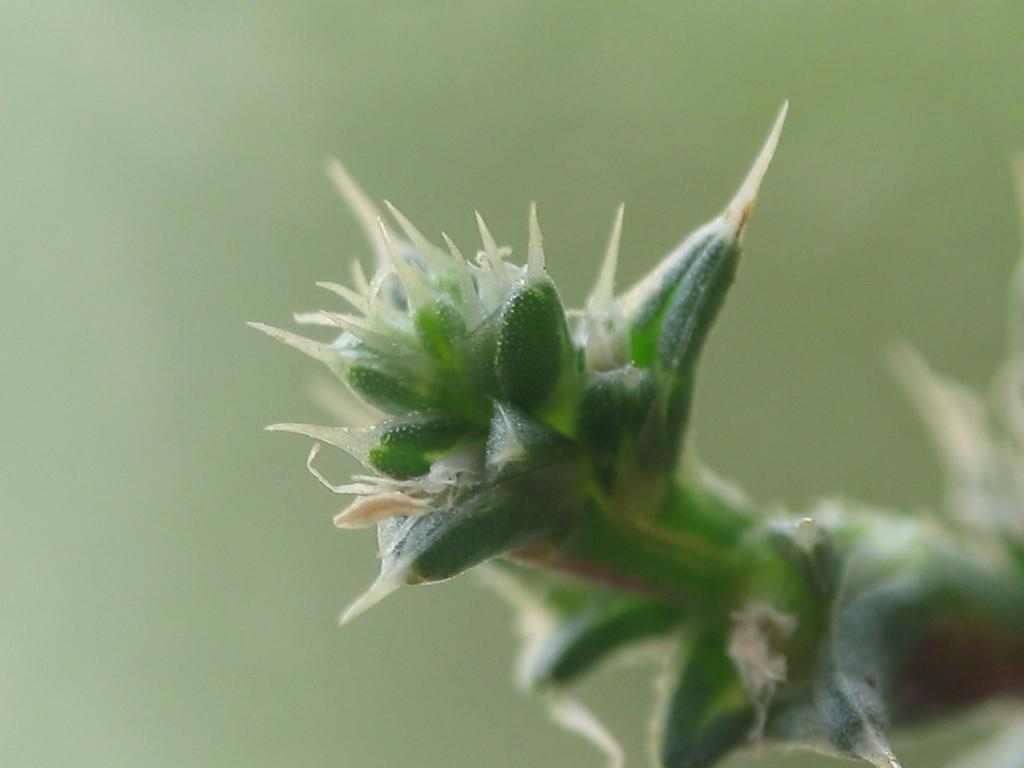
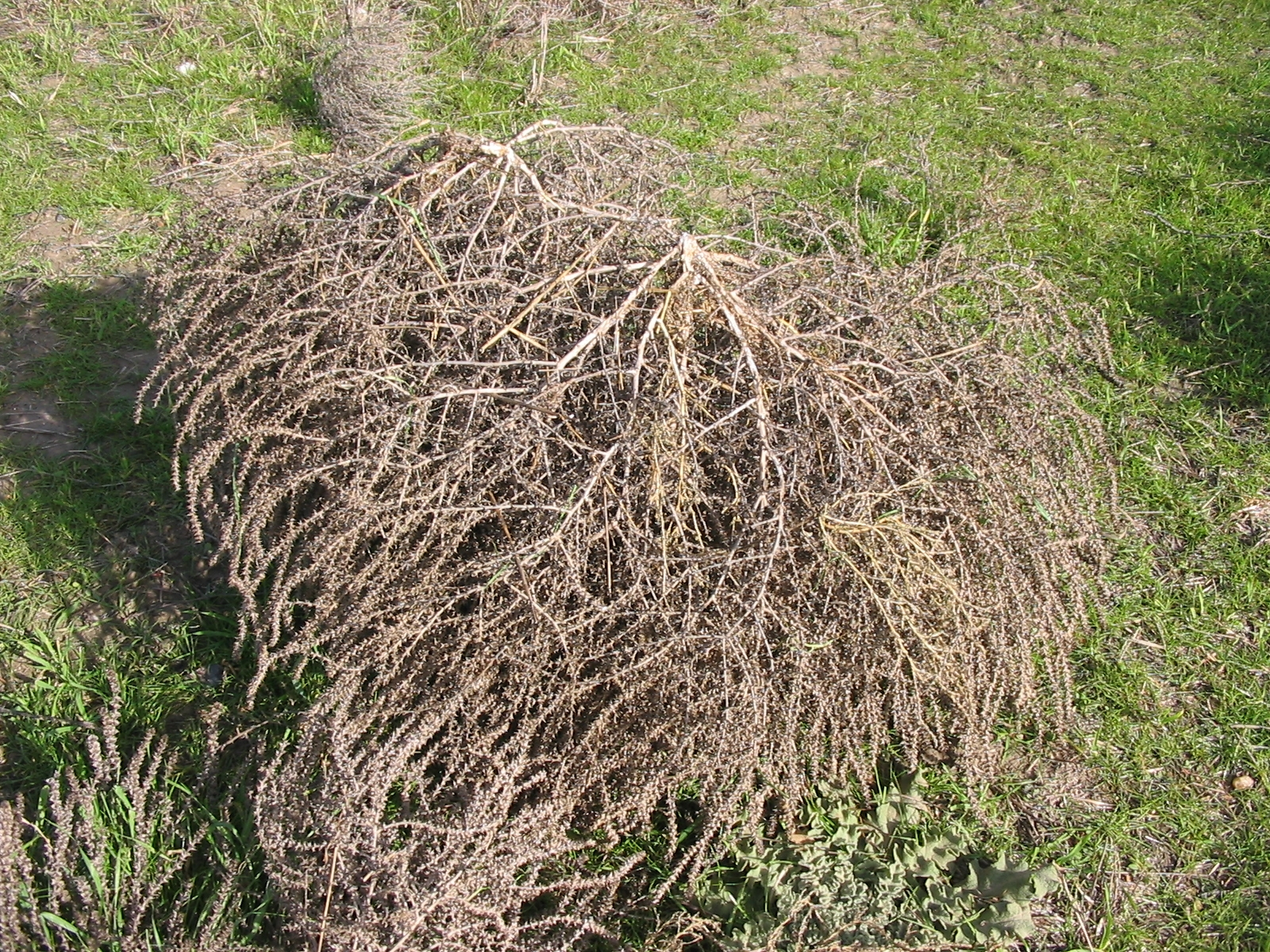

## Namen in andere talen
- Duits: Kali-salzkraut
- Engels: Russian thistle, Prickly saltwort, Tumbleweed, Glasswort
- Frans: Soude brûlée
- Italiaans: Erba cali, Salsola
- Spaans: Almajo de jaboneros, barilla borde, barrilla borde, barrilla pinchuda, barrilla pinchoda, pincho, salicor de la Mancha